# Testament olographe
Le testament olographe est la forme de testament la plus courante.

## Généralités
Il est rédigé à la main par le testateur : il ne doit pas être tapé à la machine, même en partie.
il est écrit sur papier libre, ou tout support « durable » (peu importe le support de son écriture : papier, linge, vitre, mur, carte postale), daté précisément et signé de la main du testateur.
Il ne nécessite aucune autre formalité particulière. Il faut cependant prendre soin de ne laisser aucune volonté qui pourrait par la suite être interprétée de différentes façons par l'ensemble de la succession et donc être source de contentieux et de discorde. Par conséquent, il convient de bien connaître sa situation en matière de succession avant d'entreprendre la rédaction d'un testament olographe.
Sa rédaction est facilement révocable (il suffit de le détruire ou d'en écrire un nouveau, qui annule et remplace le précédent) et n'occasionne pas de frais. Par contre, son exécution (envoi en possession) en occasionne car elle nécessite de passer par un juge pour vérifier la légalité de son contenu.
Le testament olographe présente toutefois plusieurs inconvénients : 
- il peut être détruit avant ou après le décès du testateur ; il peut également être égaré,
- sa validité peut être mise en cause (par exemple : date absente ou incomplète, absence de signature),
- il peut contenir des dispositions contraires au droit, incomplètes, incompatibles entre elles ou incompréhensibles,
- de par l’absence de notaire ou de témoins, l’incapacité du testateur au moment de la rédaction du testament ou la discordance entre ses volontés publiques et écrites peuvent être plus facilement soulevées.

## Dispositions législatives pertinentes

### Droit québécois
En droit québécois, le testament olographe est prévu à l'article 726 du Code civil du Québec : « Le testament olographe doit être entièrement écrit par le testateur et signé par lui, autrement que par un moyen technique.
Il n’est assujetti à aucune autre forme. »